# Holden WH
De Holden WH was een op de Holden VT gebaseerde serie van het Australische automerk Holden. De WH-serie bestond enkel uit Statesmans en Caprices op basis van de VT-Commodore. De WH werd ook geëxporteerd naar het Midden-Oosten waar de Holdens als Chevrolet Caprice werden verkocht.

## Geschiedenis
De WH Statesman en - Caprice werden twee jaar na de gloednieuwe VT Commodoreserie gelanceerd. De modellen kwamen met drie motoren: een 3,9 liter V6, een turbogeladen versie van die V6 en een 5,7 liter V8. Twee jaar na de introductie volgde een Series II-update. Die kreeg onder andere Holdens nieuwe IRS-achterwielophangingssysteem, Holden Assist in-car (combinatie van GPS en GSM waarmee direct contact met Holdens assistentiecentrum kan gemaakt worden) en andere nieuwe uitrusting. Ook uiterlijk werd hij wat gewijzigd.

## Modellen
- Jun 1999: Holden Statesman Sedan
- Jun 1999: Holden Caprice Sedan
- Mei 2000: Holden Statesman International Sedan (gelimiteerd op 250 stuks)
- Sep 2001: Holden Statesman/Caprice Sedan Series II
- Apr 2002: Holden Statesman International Sedan (gelimiteerd op 500 stuks)
- Nov 2002: Holden Statesman LS8 Sedan (gelimiteerd op 350 stuks)